# قلعه آلتی

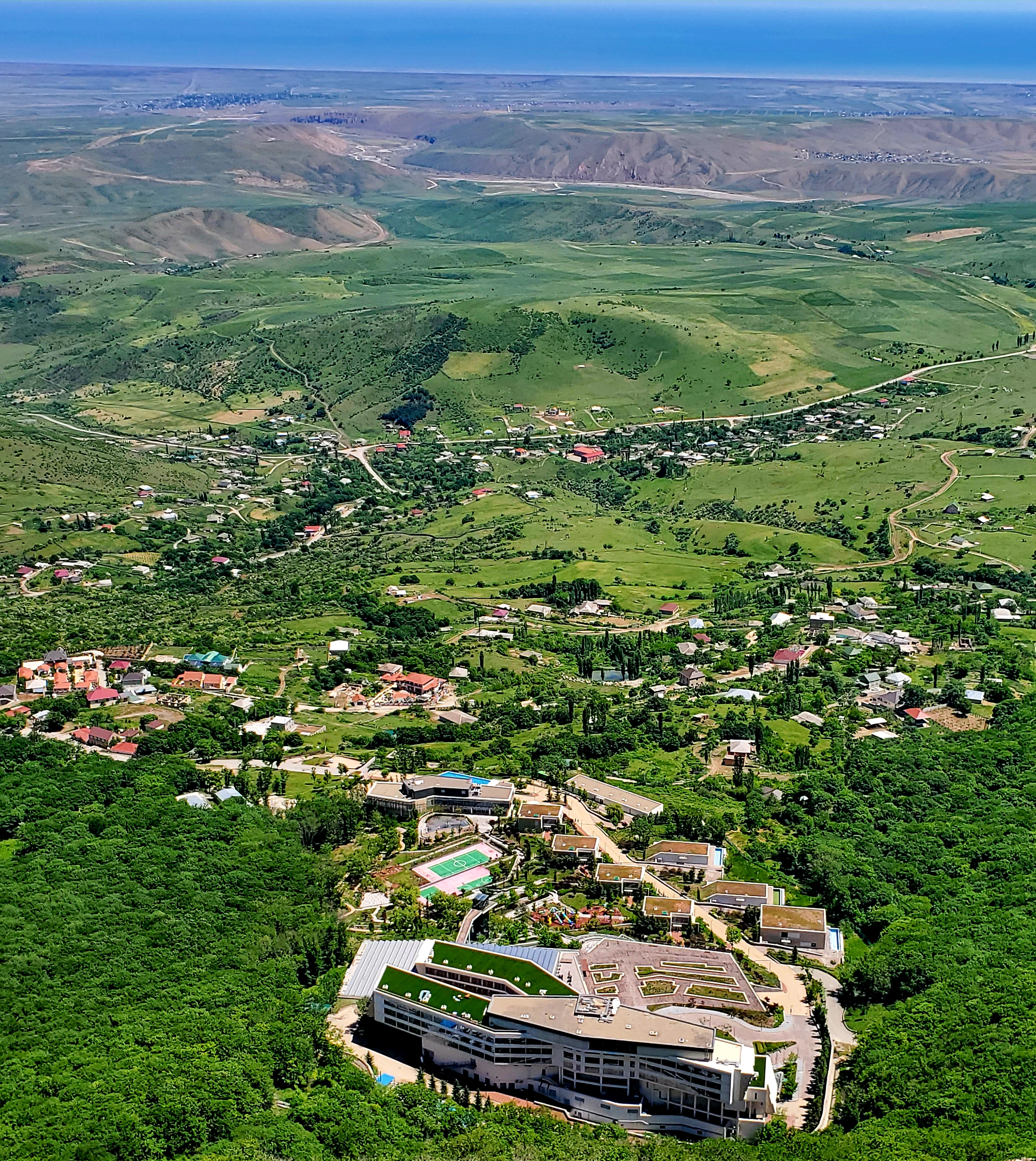
نگارهٔ نمای بالا از منطقهٔ مسکونی قلعه آلتی - ۲۰۲۲

قلعه آلتی (به لاتین: Qalaaltı) یک منطقه مسکونی در جمهوری آذربایجان است که در شهرستان سیاه‌زن واقع شده‌است. قلعه آلتی ۱۷۹ نفر جمعیت دارد.